# Аль-Фаджр
Аль-Фаджр (араб. الفجر — Заря) — восемьдесят девятая сура Корана. Сура мекканская. Ниспослана между сурами Аль-Ляйль  и Ад-Духа. Состоит из 30 аятов.

## Содержание
Сура начинается с клятвы многими явлениями, привлекающими внимание к тому, что Аллах всесилен и властен подвергнуть не уверовавших в него такому же наказанию, которое постигло прежние общины. В суре утверждается неизменный закон Господа испытывать своих рабов добром и злом.

 Клянусь зарею! ۝ Клянусь десятью ночами! ۝ Клянусь чётом и нечётом! ۝ Клянусь ночью, когда она проходит! ۝ Неужели этих клятв не достаточно для обладающего разумом? ۝ Неужели ты не видел, как Господь твой поступил с адитами - ۝ народом Ирама, обладавшим колоннами (воздвигавшим высокие здания с колоннами или обладавшим могучим сложением и огромной силой), ۝ подобных которому не было сотворено в городах? ۝ С самудянами, рассекавшими скалы в лощине? ۝ С Фараоном, владевшим кольями (обладавшим множеством воинов, которые поддерживали его власть, подобно тому, как колышки поддерживают шатёр, или привязывавшим людей к кольям во время казни)?  ۝ Они преступали границы дозволенного в городах ۝ и распространяли в них много нечестия. ۝ Тогда твой Господь пролил на них бич мучений. ۝ Воистину, твой Господь - в засаде (предоставляет отсрочку грешникам, чтобы затем неожиданно наказать их за ослушание). 
—  89:1—14 (Кулиев)